# عزلة راسن

تعديل مصدري - تعديل

عزلة راسن هي إحدى عزل مديرية الشمايتين في محافظة تعز اليمنية ويبلغ تعداد سكانها 3692 نسمة حسب التعداد السكاني في اليمن لعام 2004.

## روابط خارجية..العلقمه.من الجنوبي والغرب..ومن الشمال بني محمد الشرق الزريقه مقاطره ..
...
- الجهاز المركزي للإحصاء بالجمهورية اليمنية
- المركز الوطني للمعلومات باليمن
- World Gazetteer:Yemen
- الدليل الشامل